# Washington Old Hall
Pour les articles homonymes, voir Washington et Hall.
Washington Old Hall est un manoir-musée de style médiéval du XIIe siècle et Tudor-jacobéen du XVIe siècle, de Washington dans le comté de Durham, en Angleterre, au Royaume-Uni. Demeure ancestrale des origines anglaises de la famille Washington de George Washington (premier président des États-Unis) elle est transformée en musée depuis 1955 et classée Grade I du Royaume-Uni.

## Historique
Ce manoir féodal de la seigneurie de Washington (du comté de Durham) est fondé vers 1183 sur une motte castrale, par sir William de Washington II (v1180-v1239), fils du seigneur William de Washington et de Marguerite de Huntingdon (entre autres duchesse de Bretagne et petite-fille du roi Henri d'Écosse).

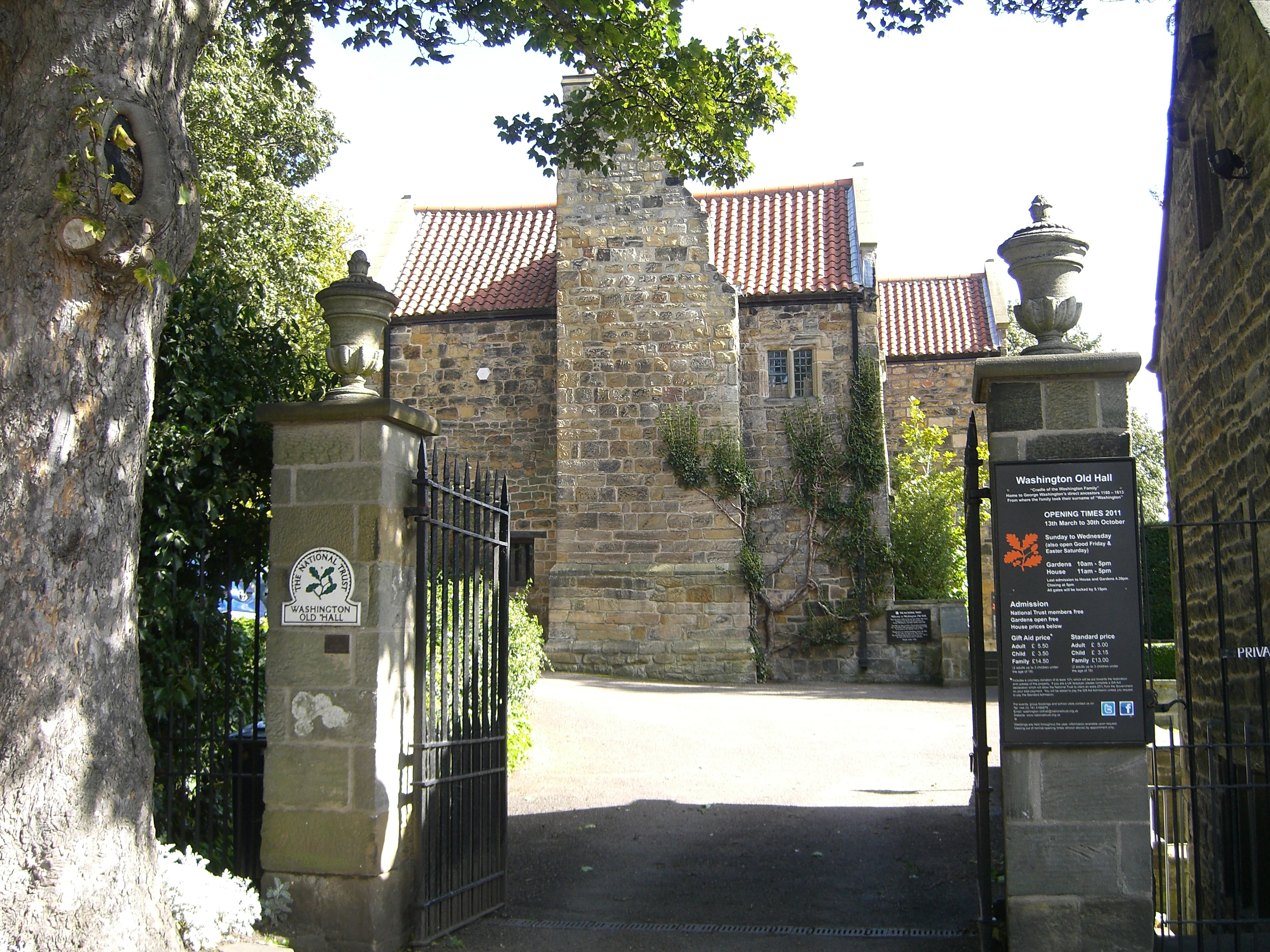
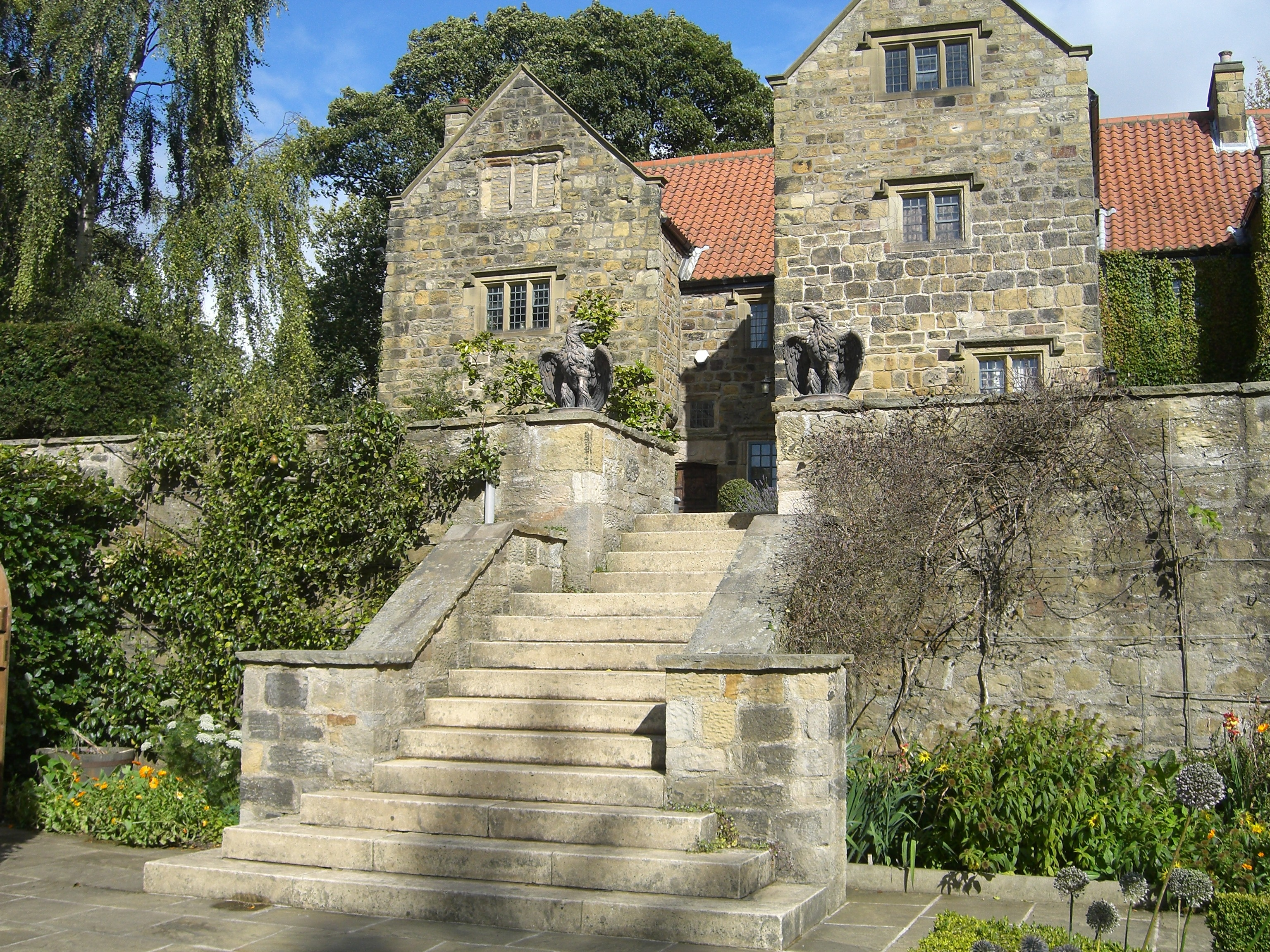
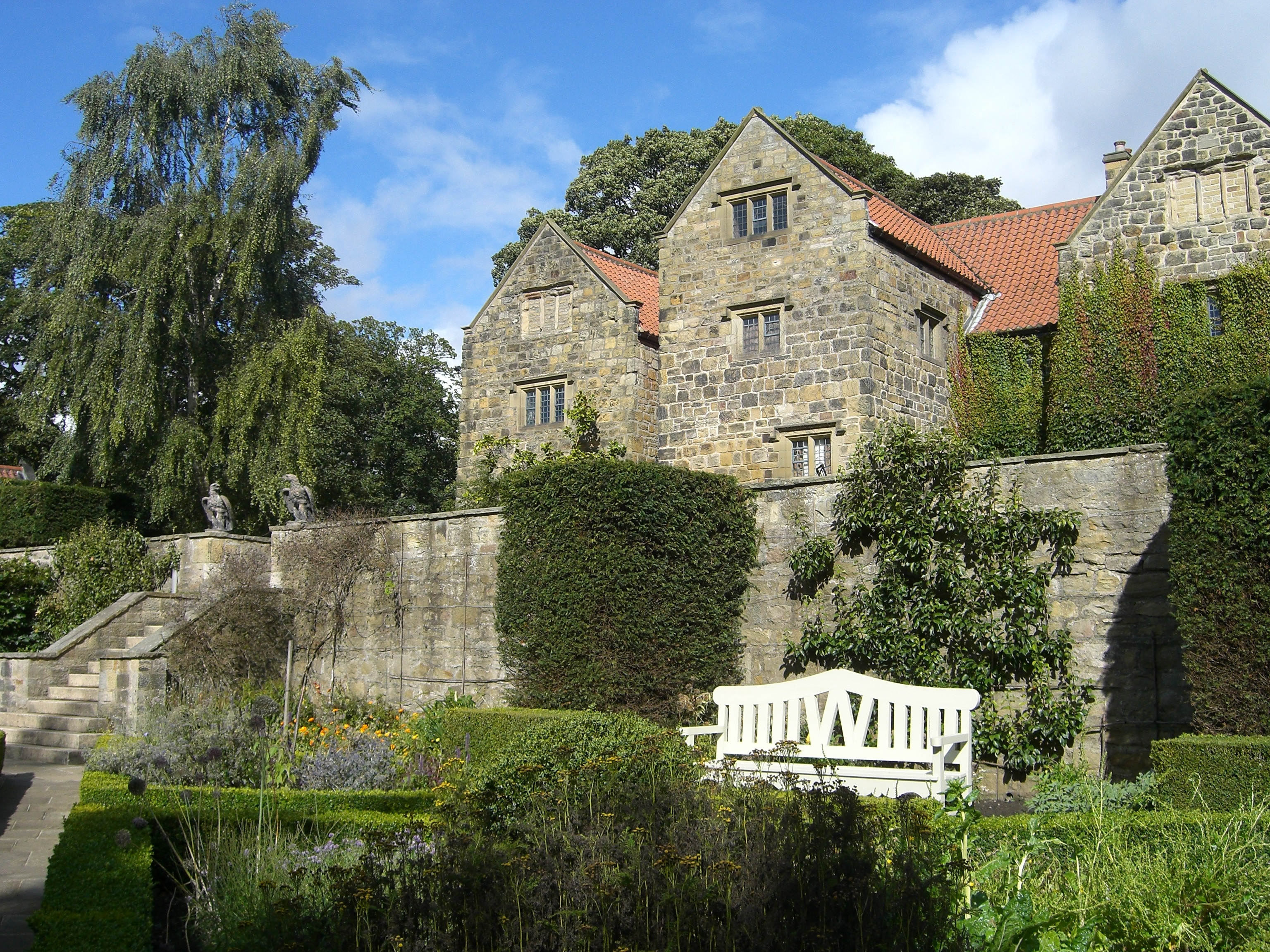

La famille Washington fonde en 1560 le manoir de Sulgrave dans le Northamptonshire, et vend alors ce manoir à l'évêque de Durham, qui le modifie en style Tudor-jacobéen du XVIe siècle, en conservant quelques éléments d'architecture médiévale d'origine.

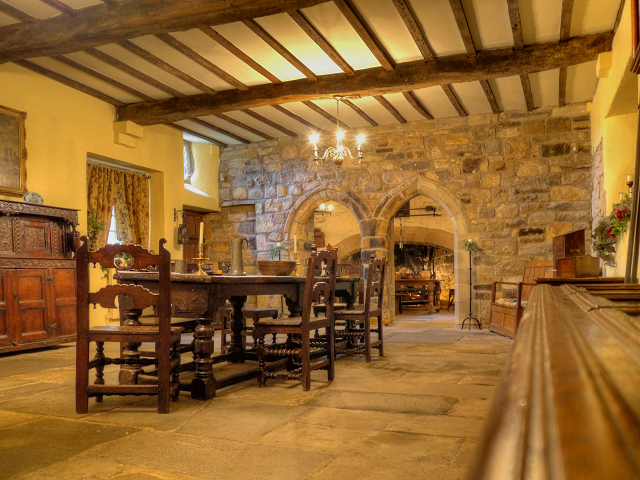
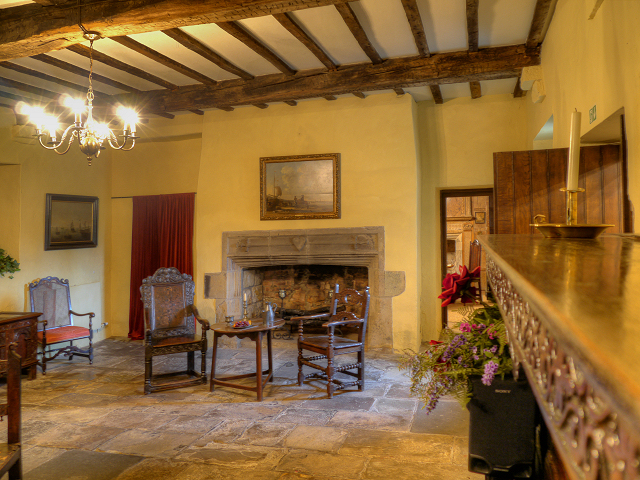
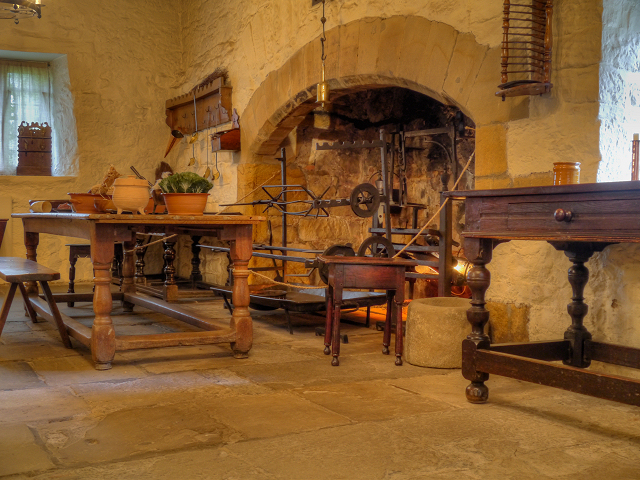

## Musée
Habité jusqu'au XIXe siècle, puis tombé en ruine, le manoir est sauvé de la destruction et restauré, entre 1936 et 1955, par une association amicale locale, avant d’être transformé en musée meublé d'époque, avec son jardin à l'anglaise et verger d'un hectare, inauguré et ouvert au public en 1955 par le National Trust,.

## George Washington
Ce manoir remonte aux origines anglaises historiques de la famille Washington de George Washington (des monument national du lieu de Naissance de George Washington et Mount Vernon) père-fondateur et premier président des États-Unis en 1789, après avoir remporté la guerre d'indépendance des États-Unis en 1783, fondé Washington D.C. et la Constitution des États-Unis en 1787, et la Maison-Blanche en 1792.